# Cixi (keizerin)
Cixi (Chinees: 慈禧, Cíxǐ of Tzu Hsi) (Peking, 29 november 1835 – Verboden Stad, 15 november 1908) was keizerin-regentes van China tijdens de Qing-dynastie. Tussen 1861 en 1908 bestuurde ze onofficieel de Qing-dynastie.

## Biografie
Zij was de dochter van Hui Cheng, een lage ambtenaar van de Mantsjoe Yehenara stam. In de lente van 1852 vond zoals gebruikelijk de landelijke selectie plaats waarin jonge meisjes zich voor de keizer moesten tonen en waaruit de keizer zijn concubines koos. Het oog van de keizer viel op de 16-jarige Xing of Lan. De voornaam van de jonge Cixi is niet bekend.
Twee jaar later zou zij gepromoveerd worden tot een bijvrouw van de vierde rang, keizerlijke concubine Yi. Zij slaagde erin als enige concubine een zoon van keizer Xianfeng te krijgen. Na de geboorte werd zij gepromoveerd naar een bijvrouw van de tweede rang en was daarmee de tweede vrouw in het paleis na de keizerin.
In 1860 werd Peking tijdens de Tweede Opiumoorlog door de Engelsen en Fransen aangevallen. De keizerlijke familie vluchtte naar Jehol en liet de broer van de keizer, prins Yi Xin achter om met de westerlingen te onderhandelen. In 1861 overleed de keizer in ballingschap en werd Cixi samen met keizerin Ci'an regentes voor haar zoon Zaichun die de regeringsnaam Tongzhi zou nemen. Problemen na de dood van Xianfeng zorgden voor grote opschudding. Xianfeng had namelijk voor zijn dood een aantal prinsen en ministers aangesteld om zijn minderjarige zoon te helpen bij het regeren. Deze prinsen en ministers waren er echter op uit om de macht over te nemen. Cixi wist echter met de hulp van Xianfengs jongere broer, prins Yi Xin, deze mensen uit te schakelen. De meesten werden gedwongen zelfmoord te plegen en hun leider Sushun werd onthoofd.

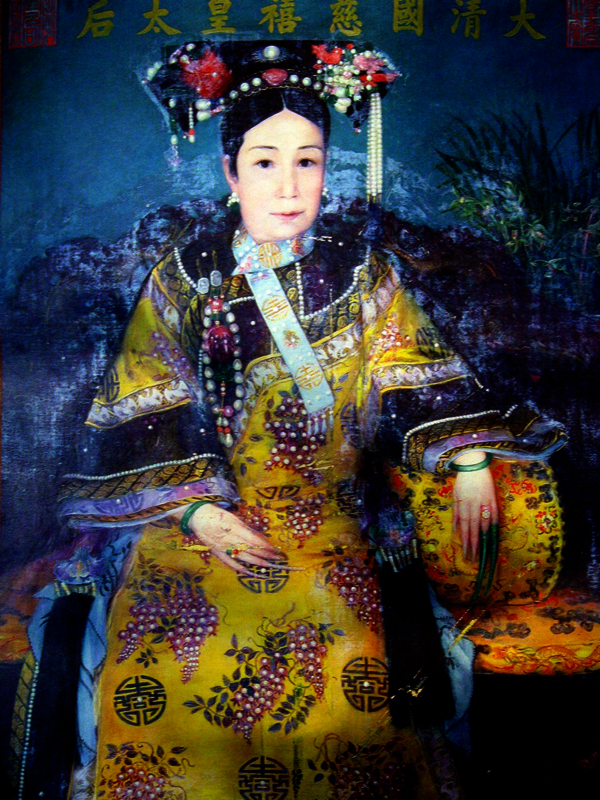
Portret van Cixi
(1904), Katharine Carl

In 1872 werd Tongzhi meerderjarig en stopten de twee keizerin-weduwen met het helpen regeren. De twee weduwen vonden het ook tijd dat de jonge keizer ging trouwen. Verhalen vertellen dat Cixi wilde dat hij zou trouwen met een meisje van de Fucha stam en Ci'an wilde dat hij zou trouwen met een meisje van de Alute stam. Uiteindelijk koos Tongzhi voor het meisje van de Alute stam. Dit zou Cixi niet leuk gevonden hebben en daarom wordt er gesuggereerd dat dit een van de redenen zou zijn geweest waarom Cixi haar schoondochter heeft vermoord.
Na de dood van haar zoon in 1875 werden de twee keizerin-weduwen opnieuw regentes, ditmaal voor hun neefje Zaitian. Hij nam de regeringsnaam Guangxu. Guangxu was de zoon van Cixi's jongere zuster en de jongere broer van haar man. Cixi had zich van haar tegenstanders ontdaan en trok de politieke macht naar zich toe. Ze moest positie kiezen tegenover het Westerse imperialisme en tussen de progressieve en de conservatieve reactie daarop in eigen land. De gematigd progressieve Zelfversterkingsbeweging wilde een modernisering doorvoeren door technologie over te nemen, doch met behoud van de eigen Chinese cultuur. Cixi handhaafde haar positie door zowel voor- als tegenstanders van verandering op hoge posities te benoemen, wat uiteindelijk ten koste ging van de consistentie van het beleid. Het succes van de Meiji-restauratie in Japan, dat op de Zelfversterkingsbeweging was geïnspireerd, kon ze mee daardoor niet evenaren.

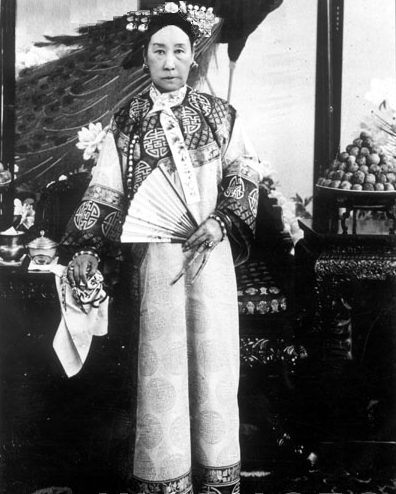
Keizerin Cixi

In 1881 overleed haar co-regentes Cian. In 1889 trad ze terug als regentes toen Guangxu meerderjarig werd. Vlak daarvoor had ze haar nicht Longyu aan hem uitgehuwd. Negen jaar later spoorde de heersende elite de keizerin aan het regentschap opnieuw op zich te nemen naar aanleiding van de Honderd Dagen van Hervorming. In 1901 ontvluchtte Cixi Peking toen de Bokseropstand in alle hevigheid losbarstte. Ze overleed op 15 november 1908, één dag na de dood van keizer Guangxu. Op haar laatste dag wees ze nog wel de opvolger van Guangxu, keizer Xuantong (de zoon van de aan haar zeer loyale tweede prins Chun) aan.
Na haar overlijden werd ze bijgezet in de necropolis van de Qing-dynastie. Tijdens de revolutie werd haar graf opengebroken, waarbij haar lijk uit de sarcofaag werd gehaald en geschonden. Het graf zelf werd geplunderd. Ondanks de protesten van de voormalige keizer deed de republikeinse regering niets om de graven van de voorouders te beschermen.

## Cixi's plaats in de geschiedenis
Kort na haar dood, in 1910, verscheen een Engelse biografie waarin de keizerin-weduwe extra werd belasterd. Zo zou zij haar co-regentes alsmede Guangxu hebben laten vergiftigen. In 2008 heeft forensisch onderzoek op de stoffelijke resten van Guangxu aangetoond dat hij vergiftigd is met arseen.
Tijdens de hoogtijdagen van Chinees communisme werd Cixi in de propaganda afgeschilderd als het symbool van de tirannieke monarchie. Ze vertegenwoordigde al het slechte in de monarchie.

## Cixi in de kunst

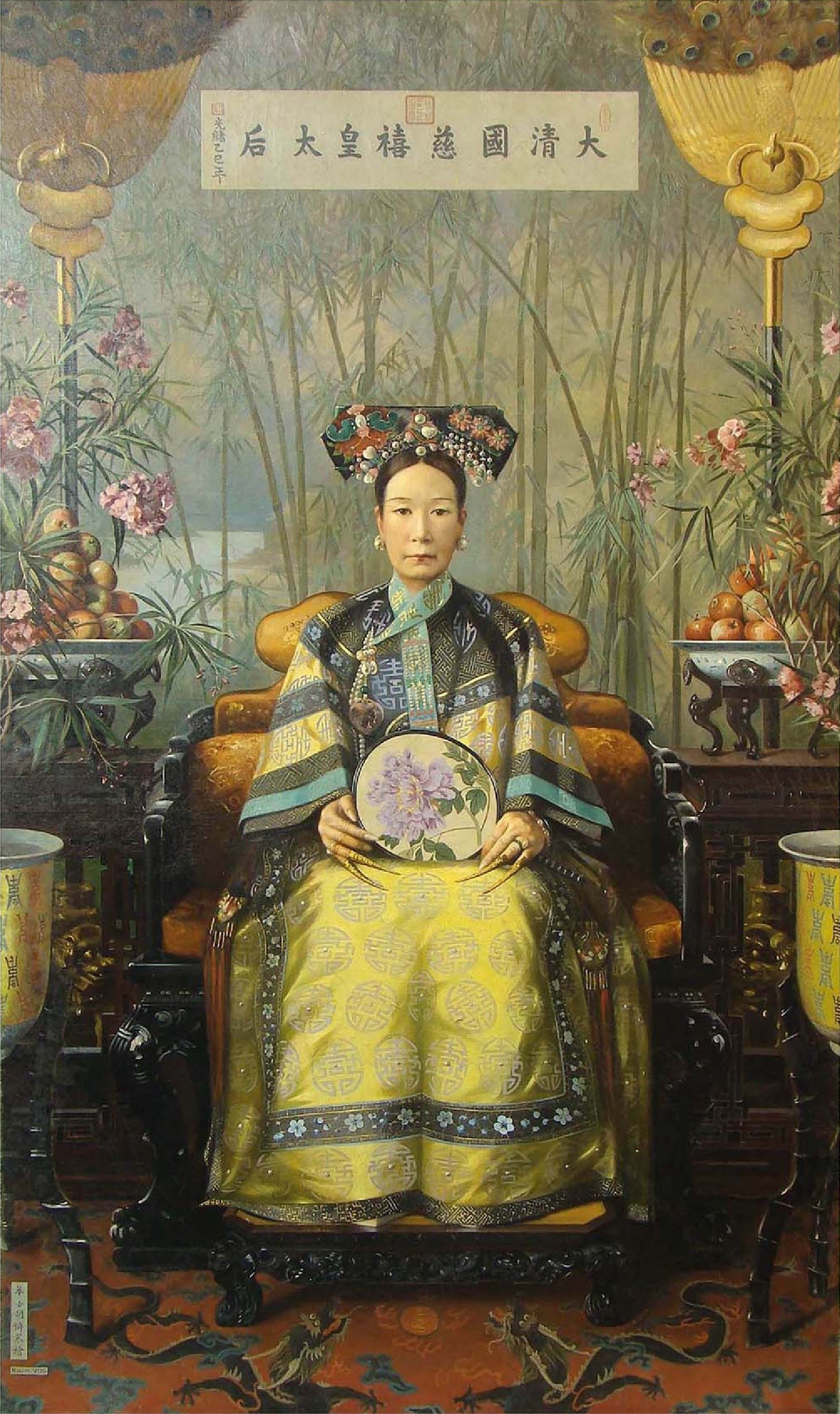
Het tweede portret van Cixi
(1906), Hubert Vos, Paleismuseum

### Portretten
De Nederlandse portretschilder Hubert Vos heeft twee portretten van haar gemaakt. Een van de schilderijen is in 2007 gerestaureerd door restaurator Jos van Och en zijn team van Stichting Restauratie Atelier Limburg. Van de restauratie is een film getiteld "Hubert Vos en de Keizerin - verhaal van een portret" gemaakt door Micaela van Rijckevorsel. In 2010-2011 heeft de Nederlandse kunstenares Alice Wielinga een portret van een jonge Cixi gemaakt. Alice' Cixi is een moderne interpretatie van het schilderij van Hubert Vos.

### Films
In China zijn diverse films over haar leven gemaakt. In de meeste daarvan wordt ze in een kwaad daglicht gesteld. Cixi komt ook voor in het eerste half uur van de film The Last Emperor van regisseur Bernardo Bertolucci.

### Podcasts
De historische waargebeurde misdaad podcast Moord Podcast maakte een tweedelige aflevering over de keizerin.

### Boeken
Behalve diverse biografen maken ook romanschrijvers dankbaar gebruik van Cixi's leven.
- 1939 Lotus Blossom, George Lancing (pseudoniem van de Britse auteur Matilda Angela Antonia Hunter) (roman) (in het Nederlands vertaald als Chinese Decamerone, 1957)
- 1956 Imperial Woman, Pearl S. Buck (roman) (in het Nederlands vertaald als Keizerin van China, 1977)
- 1968 Wij Tz'e Hsi, keizerin van China, Johan Fabricius (roman)
- 1972 Tzu Hsi, Marina Warner
- 1993 Dragon Lady, Sterling Seagrave
- 2004 Empress Orchid, Anchee Min (in het Nederlands vertaald als Keizerin Orchidee, 2005)
- 2006 Een Vrouw op de Drakentroon, Mayli Wen
- 2013 Empress Dowager Cixi, Jung Chang (in het Nederlands vertaald als De keizerin, 2014)
- 2019 Keizerlijk geel, Lucas Zandberg (historische roman)
- 2021 China, Edward Rutherfurd (historische roman)

## Voetnoten
1. ↑  Barend J. ter Haar, Het hemels mandaat. De geschiedenis van het Chinese keizerrijk, 2018, p. 444
2. ↑  Jung Chang, De keizerin. Het verhaal van de vrouw die bijna vijftig jaar over China heerste (2013) 55, 55n.
3. ↑  (en)  CNN Arsenic killed Chinese emperor, reports say, 4 november 2008
4. ↑  NRC Hubert Vos: 'verliefd op Cixi', 22 november 2008. Gearchiveerd op 22 oktober 2021.